# BTS Live Trilogy. Episode III: The Wings Tour

## Antecedentes
| The Wings Tour, el 18 de febrero de 2017 en Seúl | |
| --- | --- |
| \| VCR INTRO 1. «Not Today» 2. «Am I Wrong» 3. «Silver Spoon» 4. «Dope» VCR 1. «Begin» (solo de Jungkook) 2. «Lie» (solo de Jimin) VCR (Suga) 1. «First Love» (solo de Suga) 2. «Lost» 3. «Save Me» 4. «I Need U» VCR (RM) 1. «Reflection» (solo de Rap Monster) 2. «Stigma» (solo de V) VCR (J-Hope) 1. «Mama» (solo de J-Hope) 2. «Awake» (solo de Jin) VCR 1. «BTS Cypher 4» \| 1. «Fire» 2. «N.O.» 3. «No More Dream» 4. «Boy In Luv» 5. «Danger» 6. «Run» 7. «War of Hormone» 8. «21st Century Girl» 9. «Intro: Boy Meets Evil» 10. «Blood Sweat & Tears» VCR ENCORE 1. «Outro: Wings» 2. «2! 3! (Still Wishing There Will be Better Days)» 3. «Spring Day» VCR END \| | |
| VCR INTRO 1. «Not Today» 2. «Am I Wrong» 3. «Silver Spoon» 4. «Dope» VCR 1. «Begin» (solo de Jungkook) 2. «Lie» (solo de Jimin) VCR (Suga) 1. «First Love» (solo de Suga) 2. «Lost» 3. «Save Me» 4. «I Need U» VCR (RM) 1. «Reflection» (solo de Rap Monster) 2. «Stigma» (solo de V) VCR (J-Hope) 1. «Mama» (solo de J-Hope) 2. «Awake» (solo de Jin) VCR 1. «BTS Cypher 4» | 1. «Fire» 2. «N.O.» 3. «No More Dream» 4. «Boy In Luv» 5. «Danger» 6. «Run» 7. «War of Hormone» 8. «21st Century Girl» 9. «Intro: Boy Meets Evil» 10. «Blood Sweat & Tears» VCR ENCORE 1. «Outro: Wings» 2. «2! 3! (Still Wishing There Will be Better Days)» 3. «Spring Day» VCR END |

| The Wings Tour, del 8 al 10 de diciembre de 2017 en Seúl | |
| --- | --- |
| \| VCR INTRO 1. «Mic Drop» Remix 2. «We Are Bulletproof Pt. 1» 3. «We Are Bulletproof Pt. 2» 4. «Hip Hop Lover» 5. «BTS Cypher Pt. 1» (RM, Suga, J-Hope) 6. «BTS Cypher Pt. 2: Triptych» (RM, Suga, J-Hope) 7. «BTS Cypher Pt. 3: Killer» (RM, Suga, J-Hope) 8. «BTS Cypher Pt. 4» (RM, Suga, J-Hope) VCR (JUNGKOOK) 1. «Begin» (solo de Jungkook) 2. «Lie» (solo de Jimin) VCR (SUGA) 1. «First Love» (solo de Suga) 2. So Far Away (Jin, Jimin, V, Jungkook) 3. «Lost» 4. «Save Me» 5. «I Need U» VCR (RM) 1. «Reflection» (solo de Rap Monster) 2. «Stigma» (solo de V) VCR (J-HOPE) 1. «Mama» (solo de J-Hope) \| 1. «Awake» (solo de Jin) VCR 1. «DNA» 2. «Go Go» 3. «N.O» 4. «No More Dream» 5. «Boy in Luv» 6. «Danger» 7. «Fire» 8. «Run» 9. «Blood Sweat & Tears» VCR ENCORE 1. «A Supplementary Story: You Never Walk Alone» 2. «Best of Me» 3. «Path» 4. «Born Singer» 5. «Spring Day» 6. «Outro: Wings» VCR END \| | |
| VCR INTRO 1. «Mic Drop» Remix 2. «We Are Bulletproof Pt. 1» 3. «We Are Bulletproof Pt. 2» 4. «Hip Hop Lover» 5. «BTS Cypher Pt. 1» (RM, Suga, J-Hope) 6. «BTS Cypher Pt. 2: Triptych» (RM, Suga, J-Hope) 7. «BTS Cypher Pt. 3: Killer» (RM, Suga, J-Hope) 8. «BTS Cypher Pt. 4» (RM, Suga, J-Hope) VCR (JUNGKOOK) 1. «Begin» (solo de Jungkook) 2. «Lie» (solo de Jimin) VCR (SUGA) 1. «First Love» (solo de Suga) 2. So Far Away (Jin, Jimin, V, Jungkook) 3. «Lost» 4. «Save Me» 5. «I Need U» VCR (RM) 1. «Reflection» (solo de Rap Monster) 2. «Stigma» (solo de V) VCR (J-HOPE) 1. «Mama» (solo de J-Hope) | 1. «Awake» (solo de Jin) VCR 1. «DNA» 2. «Go Go» 3. «N.O» 4. «No More Dream» 5. «Boy in Luv» 6. «Danger» 7. «Fire» 8. «Run» 9. «Blood Sweat & Tears» VCR ENCORE 1. «A Supplementary Story: You Never Walk Alone» 2. «Best of Me» 3. «Path» 4. «Born Singer» 5. «Spring Day» 6. «Outro: Wings» VCR END |

## Fechas de la gira
| 18 de febrero de 2017   | Seúl              | Corea del Sur  | Gocheok Sky Dome                                         | 40 000          |             |
| 19 de febrero de 2017   | Seúl              | Corea del Sur  | Gocheok Sky Dome                                         | 40 000          |             |
| Sudamérica              |                   |                |                                                          |                 |             |
| 11 de marzo de 2017     | Santiago de Chile | Chile          | Movistar Arena                                           | 29 000          | 2 000 000 $ |
| 12 de marzo de 2017     | Santiago de Chile | Chile          | Movistar Arena                                           | 29 000          | 2 000 000 $ |
| 19 de marzo de 2017     | São Paulo         | Brasil         | Citibank Hall                                            | 15 327 / 15 327 | 1 207 360 $ |
| 20 de marzo de 2017     | São Paulo         | Brasil         | Citibank Hall                                            | 15 327 / 15 327 | 1 207 360 $ |
| Norteamérica            |                   |                |                                                          |                 |             |
| 23 de marzo de 2017     | Newark            | Estados Unidos | Prudential Center                                        | 22 612 / 22 612 |             |
| 24 de marzo de 2017     | Newark            | Estados Unidos | Prudential Center                                        | 22 612 / 22 612 |             |
| 29 de marzo de 2017     | Rosemont          | Estados Unidos | Allstate Arena                                           |                 |             |
| 1 de abril de 2017      | Anaheim           | Estados Unidos | Honda Center                                             |                 |             |
| 2 de abril de 2017      | Anaheim           | Estados Unidos | Honda Center                                             |                 |             |
| Asia                    |                   |                |                                                          |                 |             |
| 22 de abril de 2017     | Bangkok           | Tailandia      | Impact Arena                                             | 20 000          |             |
| 23 de abril de 2017     | Bangkok           | Tailandia      | Impact Arena                                             | 20 000          |             |
| 29 de abril de 2017     | Yakarta           | Indonesia      | Indonesia Convention Exhibition                          | —               |             |
| 6 de mayo de 2017       | Manila            | Filipinas      | Mall of Asia Arena                                       | 20 000          |             |
| 7 de mayo de 2017       | Manila            | Filipinas      | Mall of Asia Arena                                       | 20 000          |             |
| 13 de mayo de 2017      | Hong Kong         | Hong Kong      | AsiaWorld-Arena                                          | 10 000          |             |
| 14 de mayo de 2017      | Hong Kong         | Hong Kong      | AsiaWorld-Arena                                          | 10 000          |             |
| Oceanía                 |                   |                |                                                          |                 |             |
| 26 de mayo de 2017      | Sídney            | Australia      | Qudos Bank Arena                                         | 11 023 / 11 424 | 2 054 650 $ |
| Asia                    |                   |                |                                                          |                 |             |
| 30 de mayo de 2017      | Osaka             | Japón          | Osaka-jō Hall                                            | 145 000         |             |
| 31 de mayo de 2017      | Osaka             | Japón          | Osaka-jō Hall                                            | 145 000         |             |
| 1 de junio de 2017      | Osaka             | Japón          | Osaka-jō Hall                                            | 145 000         |             |
| 7 de junio de 2017      | Hiroshima         | Japón          | Hiroshima Green Arena                                    | 145 000         |             |
| 14 de junio de 2017     | Nagoya            | Japón          | Nippon Gaishi Hall                                       | 145 000         |             |
| 15 de junio de 2017     | Nagoya            | Japón          | Nippon Gaishi Hall                                       | 145 000         |             |
| 20 de junio de 2017     | Tokio             | Japón          | Saitama Super Arena                                      | 145 000         |             |
| 21 de junio de 2017     | Tokio             | Japón          | Saitama Super Arena                                      | 145 000         |             |
| 22 de junio de 2017     | Tokio             | Japón          | Saitama Super Arena                                      | 145 000         |             |
| 24 de junio de 2017     | Fukuoka           | Japón          | Marine Messe                                             | 145 000         |             |
| 25 de junio de 2017     | Fukuoka           | Japón          | Marine Messe                                             | 145 000         |             |
| 1 de julio de 2017      | Sapporo           | Japón          | Makomanai Sekisui Heim Ice Arena                         | 145 000         |             |
| 2 de julio de 2017      | Sapporo           | Japón          | Makomanai Sekisui Heim Ice Arena                         | 145 000         |             |
| 14 de octubre de 2017   | Osaka             | Japón          | Kyocera Dome Osaka                                       | 145 000         |             |
| 15 de octubre de 2017   | Osaka             | Japón          | Kyocera Dome Osaka                                       | 145 000         |             |
| 21 de octubre de 2017   | Taipéi            | Taiwán         | Multipurpose Gymnasium, National Taiwan Sport University | 20 000          |             |
| 22 de octubre de 2017   | Taipéi            | Taiwán         | Multipurpose Gymnasium, National Taiwan Sport University | 20 000          |             |
| 4 de noviembre de 2017  | Macao             | Macao          | Cotai Arena/The Venetian Macao                           |                 |             |
| 8 de diciembre de 2017  | Seúl              | Corea del Sur  | Gocheok Sky Dome                                         | 60 000          |             |
| 9 de diciembre de 2017  | Seúl              | Corea del Sur  | Gocheok Sky Dome                                         | 60 000          |             |
| 10 de diciembre de 2017 | Seúl              | Corea del Sur  | Gocheok Sky Dome                                         | 60 000          |             |
| Total                   | Total             | Total          | Total                                                    | 550 000         | 5 262 010 $ |